# Serra Verde (Belo Horizonte)
Serra Verde é um bairro da região de Venda Nova, em Belo Horizonte.
Ele fica ao lado dos municípios de Vespasiano e Santa Luzia, ao norte da capital.
O bairro abriga a Cidade Administrativa de Minas Gerais, projetado por Oscar Niemeyer, composta por uma praça cívica e cinco edificações: a Sede do Governo de Minas Gerais, duas torres com 15 andares, um auditório, e um centro de convivência em uma área de 804 mil metros quadrados. Em dezembro de 2007 foram iniciadas as obras e a conclusão foi realizada em 2010.

## Lazer, esporte e educação
- Escolas: Escola Municipal José Maria de Alkimin, Escola Estadual Getúlio Vargas. O bairro Serra Verde possui também a Escola Municipal Miriam Brandão que atende a educação infantil.[3]  A escola foi fundada no ano de 1992 em homenagem a uma menina de cinco anos que foi sequestrada e cruelmente assassinada na década de 90 por dois irmãos.[4]

## Principais vias
- Vias de acesso ao bairro: MG-010, Avenida Pedro I, Avenida Cristiano Machado.
- Vias internas: Avenida Leontino Francisco Alves, Rua Nenem Lara Rocha.

## Bairros vizinhos
- Minas Caixa, Jardim Europa e Canaã.

## Portal Serra Verde Online - Você Online
- Está disponível o Portal Serra Verde Online - Você Online (https://web.archive.org/web/20140516185740/http://serraverdeonline.com.br/) com o objetivo de fornecer detalhes acerca da comunidade Serra Verde, seu povo e como fazem negócio.